# Kachō no koi
Kachō no koi (課長の恋?) è una serie manga yaoi di Kyūshū Danji. Nel 2010 è stata adattata in un'animazione anime distribuita come OAV. La serie si distingue per i suoi toni parodico-umoristici che, di fatto, ridicolizzano gli stereotipi del genere e l'ambientazione da ufficio.

## Trama
Un salaryman, Kazuhiko Ōdakara, scopre dopo 33 anni passati nella più beata noncuranza, di essere gay. Motore della scoperta, l'inspiegabile attrazione provata per il sottoposto, Ryuu Harada. La nuova consapevolezza del proprio orientamento sessuale permette a Kazuhiko di spiegarsi, dopo anni, i propri gusti tanto a lungo considerati "bizzarri".
Dichiaratisi vicendevolmente, Kazuhiko e Ryuu devono fare i conti con i problemi di tutti i giorni: dalle gelosie e dalle rivalità alla curiosità dei colleghi; per fortuna che la coppia è sostenuta dal barman e proprietario del Blue Dragon, il locale per soli uomini che Kazuhiko frequenta da sempre e che solo ora sa di amare per un motivo.

## Personaggi
Kazuhiko Ōdakara
Doppiato da Ryōtarō Okiayu
Del tutto incapace di sospettare il proprio orientamento sessuale, il blocco psicologico di Kazuhiko va rintracciato nel suo passato quando, ancora ragazzo, un suo amico - per il quale nutriva un affetto ambiguo - fu molestato da un focoso uomo del Kyūshū. Dopo tale avvenimento, l'amico scoprì di fatto di essere gay e così abbandonò la compagnia di Kazuhiko. Questa cicatrice non ha tuttavia nutrito alcun pregiudizio omofobico nel salaryman che, semplicemente, si è limitato a sopprimere inconsciamente le proprie inclinazioni sessuali.
Ryuu Harada
Doppiato da Kenji Nojima
Yukio Kumagai
Doppiato da Hiroshi Kamiya
Collega di Kazuhiko e Ryuu, è anch'egli omosessuale ed, invidioso della coppia, cerca di seminare zizzania tra i due provando a sedurre il collega Harada. Inoltre, l'essere originario del Kyushu lo rende di fatto un animo "caldo", anche pronto a rischiare il tutto per tutto vistosamente persino sul luogo di lavoro.
Mama del Blue Dragon
Doppiato da Katsuyuki Konishi 
Barman e titolare del locale per soli uomini Blue Dragon. Avendo da anni come cliente Kazuhiko, aveva previsto già anni prima l'inevitabile coming out del salaryman, per il quale nutre ormai un affetto fraterno.